# Ipomoea splendor-sylvae
Espèce
Statut de conservation UICN

 LC  : Préoccupation mineure
Ipomoea splendor-sylvae est une espèce de plantes dicotylédones de la famille des Convolvulaceae, originaire du  continent américain. C'est l'une des 13 espèces sauvages classées dans la série Batatas (Ipomoea subg. Eriospermum sect. Eriospermum). Cette espèce diploïde (2n=2x=30) est un parent sauvage de la patate douce (Ipomoea batatas).

## Taxinomie

### Synonymes
Selon The Plant List (1 octobre 2019) : 
- Ipomoea umbraticola House